# Juesa
Juesa (kinesiska: 觉撒乡, 觉撒) är en socken i Kina. Den ligger i provinsen Sichuan, i den sydvästra delen av landet, omkring 370 kilometer söder om provinshuvudstaden Chengdu. Antalet invånare är 2 600. Befolkningen består av 1 305 kvinnor och 1 295 män. Barn under 15 år utgör 37 %, vuxna 15-64 år 55 %, och äldre över 65 år 6,0 %.
Genomsnittlig årsnederbörd är 1 211 millimeter. Den regnigaste månaden är juli, med i genomsnitt 275 mm nederbörd, och den torraste är januari, med 5 mm nederbörd.